# Психеделия
Психеделията е субкултура на хора, употребяващи психеделични наркотици, включваща психеделично изкуство и психеделична музика, произлизащи от преживяванията на артиста под въздействието на тези наркотици. Изкуството използва изкривени и сюрреалистични визуални и звукови ефекти, ярки цветове и анимации, за да пресъздаде преживяванията на съзнанието. Терминът „психеделик“ произлиза от древногръцките думи psuchē (ψυχή – психика, „ум“) и dēlōsē (δήλωση – „проявяване“) и се превежда като „проявление на ума“.
Психеделичното преживяване се свързва с непознати дотогава за човешкия ум възприятия и с отключване на креативността на освободеното от оковите на привидната реалност съзнание. Психеделичните състояния включват промяна на възприятията, халюцинации, синестезия, изменено състояние за съзнателност, състояние на транс или хипноза и други изменени състояния на ума. Тези процеси могат да предизвикат промени във възприятието на човека за самия себе си и да породят нови разбирания, вариращи от просветление и осъзнаване до объркване и психоза.
Психеделично състояние може да бъде достигнато чрез медитация, стимулиране на усещанията, депривация и най-често, чрез употребата на психеделични вещества. Когато тези психоактивни вещества се използват за религиозни или духовни цели, се наричат ентеогени.

## Етимология
Терминът е въведен за първи път през 1957 г. от психиатъра Хъмфри Озмънд като определение на халюциногенните наркотици в контекста на психеделична психотерапия. Търсейки име, с което да назове преживяването, провокирано от употребата на ЛСД, Озмънд се обръща към Олдъс Хъксли, негов познат и публичен защитник на употребата на тези вещества за терапевтични цели. Хъксли предлага термина „фанеротим“, произлизащ от гръцките думи „проява“ (φανερός) and „ум“ (θυμός).
В писмото си до Озмънд Хъксли пише:
| „ | „Този скучен свят за да превърнеш в невъобразим Вземи половин грам фанеротим.“ | “ |

На което Озмънд отговаря:
| „ | „За да проумееш Ада и като ангел да се възвисиш велик Вземи щипка психеделик.“ | “ |

Озмънд се спира на този термин, защото е „ясен, благозвучен и ненатоварен с други асоциации“.

## История
Тимъти Лиъри, също като Олдъс Хъксли, е известен привърженик на употребата да психеделици. Въпреки това двамата се различават в мнението си за това, до каква степен трябва да бъдат употребявани сред обществото. Лиъри разпространява идеята за психеделиците като имащи способността да лекуват най-различни състояния, а Хъксли твърди, че трябва да бъдат използвани само от хора на изкуството и от интелектуалния елит.
Употребата на психеделиците става широко разпространена в модерната Западна култура, главно в Съединените щати и Великобритания в средата на 60-те години на 20 век. Движението е основано от Майкъл Холингсхед, който пристига от Лондон в Щатите през 1965 г. като пратеник на Психеделичното движение, за да разпространява идеите му. Лятото на любовта през 1967 г. и разпространението на хипи културата довеждат до популяризирането на психеделията в популярната култура. Нови пробуждания на движението се наблюдават и до днес.

## Съвременна употреба
След 60-те терминът „психеделия“ придобива по-широка употреба и започва да се използва за описване на почти всичко, включващо абстрактност и множество ярки цветове, подобни на тези, видими по време на халюцинации. Вследствие на тези нови значения, за синоним е предложен терминът „ентеоген“ и употребата му започва да нараства. Въпреки това думата „ентеоген“ се свързва с употребата на веществата за религиозни и духовни цели, а „психеделик“ се използва за описване на лечебната и психотерапевтичната им употреба. В науката се използва терминът „халюциноген“.

## В попкултурата
В края на 60-те и началото на 70-те години на ХХ век много художници изобразяват психеделичното преживяване в картини, графики и илюстрации с ярки цветове и анимации, за да създадат усещане за изменение на съзнанието. Контракултурата на фолк музиката често използва психеделичен дизайн за плакатите си по времето на Лятото на любовта и по този начин популяризира стила. Плакатите на Питър Макс разпространяват изкуството сред студенти.
Пример за психеделичен стил е картината на Мати Кларвейн „Възвестяване“, използвана за обложка на албума на Сантана „Абраксас“ (1970). Обложката на албума на Пинк Флойд „A Saucerful of Secrets“ (1968) е също психеделична.
В днешни дни компютърните графики се използват за създаване на психеделични изображения.

## Психеделични фестивали
Психеделичните фестивали събират любителите на тази музика и изкуство заедно в едно общо психеделично преживяване. Тези фестивали подкрепят идеала за любов, мир, обединение и уважение. Подобни фестивали са „Boom“ в Португалия, „Бърнинг Мен“ в Невада и „Symbiosis Gathering“ в Калифорния.

## Музика
Психеделия описва категория в рок музиката, наречена психеделичен рок. Психеделия се свързва още с визуалните изкуства, модата и културата в края на 60-те, с хипитата и квартала Haight-Ashbury в Сан Франциско, Калифорния.
Една от първите употреби на термина в музиката е в „Hesitation Blue“ на фолк групата Holy Modal Rounders през 1964. Първата рок група, която го използва, е 13th Floor Elevators в албума си the Psychedelic Sounds of the 13th Floor Elevators От 1966. Психеделия набира популярност през 1967 г. по време на „Лятото на любовта“ и въпреки че се асоциира главно със Сан Франциско, скоро се разпространява из целите щати и по света.
Контракултурата на 60-те има силно влияние върху популярната култура от 70-те. По-късно се свързва с електронната денс музика или рейв музиката, позната като психеделичен транс.